# Modulació per posició d'impuls

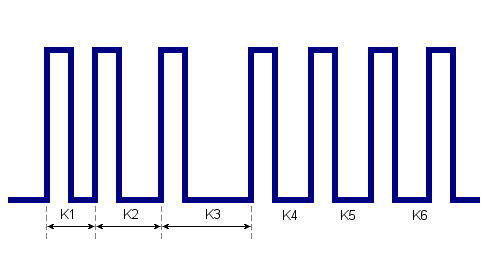
Modulació PPM

La modulació per posició de pols o PPM (de l'anglès Pulse Position Modulation) és una tècnica de la modulació de pols que utilitza polsos d'alçada i amplada uniforme. L'avantatge que té PPM respecte PAM (modulació per amplitud de pols) i respecte PDM (modulació per densitat de pols) és que té una immunitat de soroll molt més elevada, ja que tot el receptor necessita detectar la presència d'un pols en un moment correcte. La duració i l'amplitud del pols no són importants. Sobretot és molt útil pels sistemes de comunicació òptics, on acostuma a haver-hi poca o cap interferència.